# Damien (serie televisiva)
Damien è una serie televisiva statunitense creata da Glen Mazzara, basata sul film horror Il presagio (1976) e i suoi seguiti. 
La serie ha esordito su A&E Network il 7 marzo 2016. Il 20 maggio 2016 è stata data la notizia che la serie è stata cancellata a causa degli ascolti insoddisfacenti.

## Trama
Damien Thorn è ora un trentenne che lavora come fotografo di guerra professionista, che cerca di dimenticare la sua terribile infanzia legata a esempi satanici. Ann Rutledge è una donna d'affari che ha protetto Damien tutta la sua vita e che lo aiuterà a riabbracciare il suo lato da Anticristo.

## Personaggi e interpreti
- Damien Thorn, interpretato da Bradley James
- Simone Baptiste, interpretata da Megalyn Echikunwoke
- Amani Golkar, interpretato da Omid Abtahi
- Detective James Shay, interpretato da David Meunier
- Kelly Baptiste (solo nel pilota), interpretata da Tiffany Hines
- Ann Rutledge, interpretata da Barbara Hershey

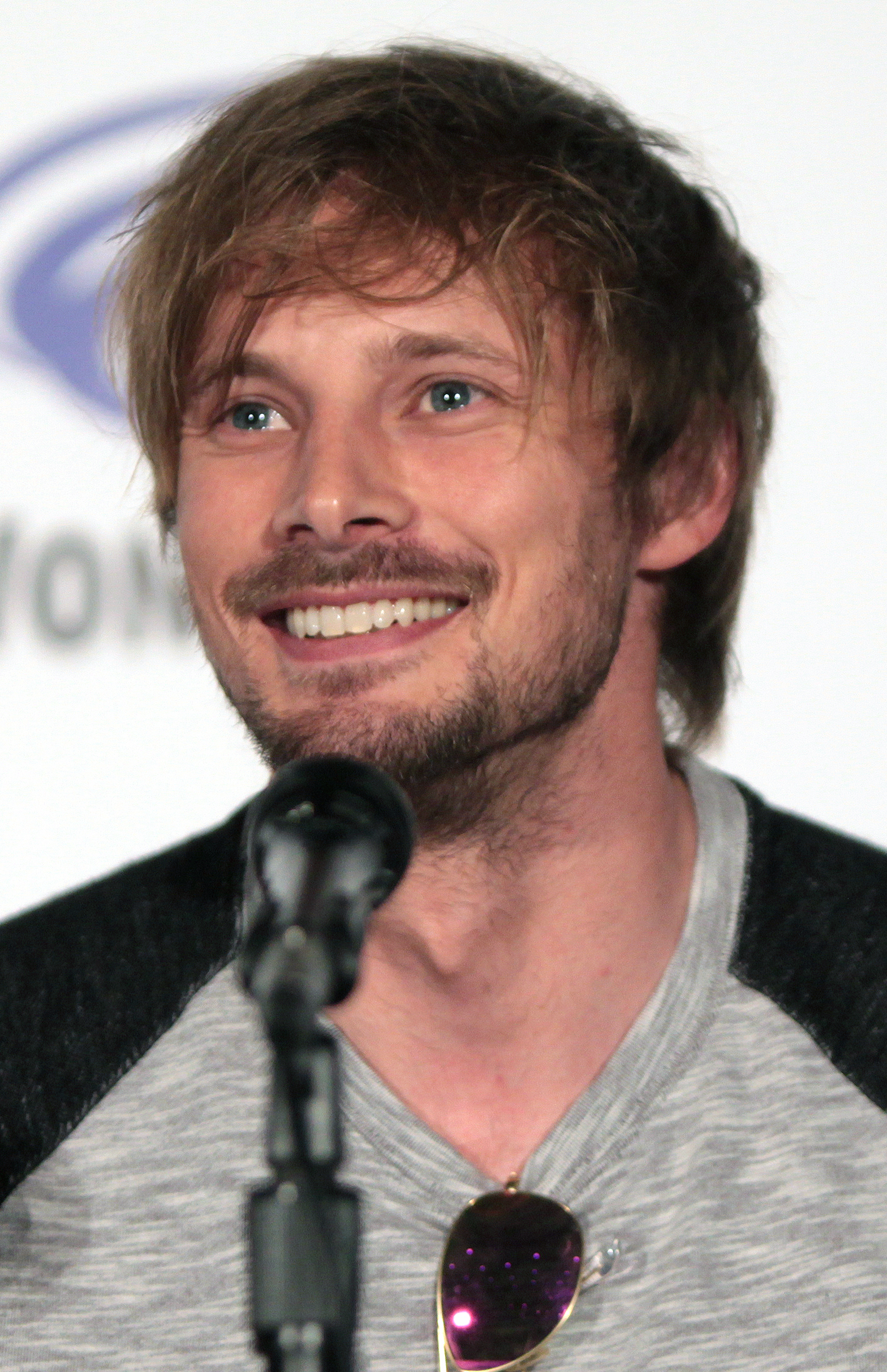
Bradley James interpreta Damien Thorn
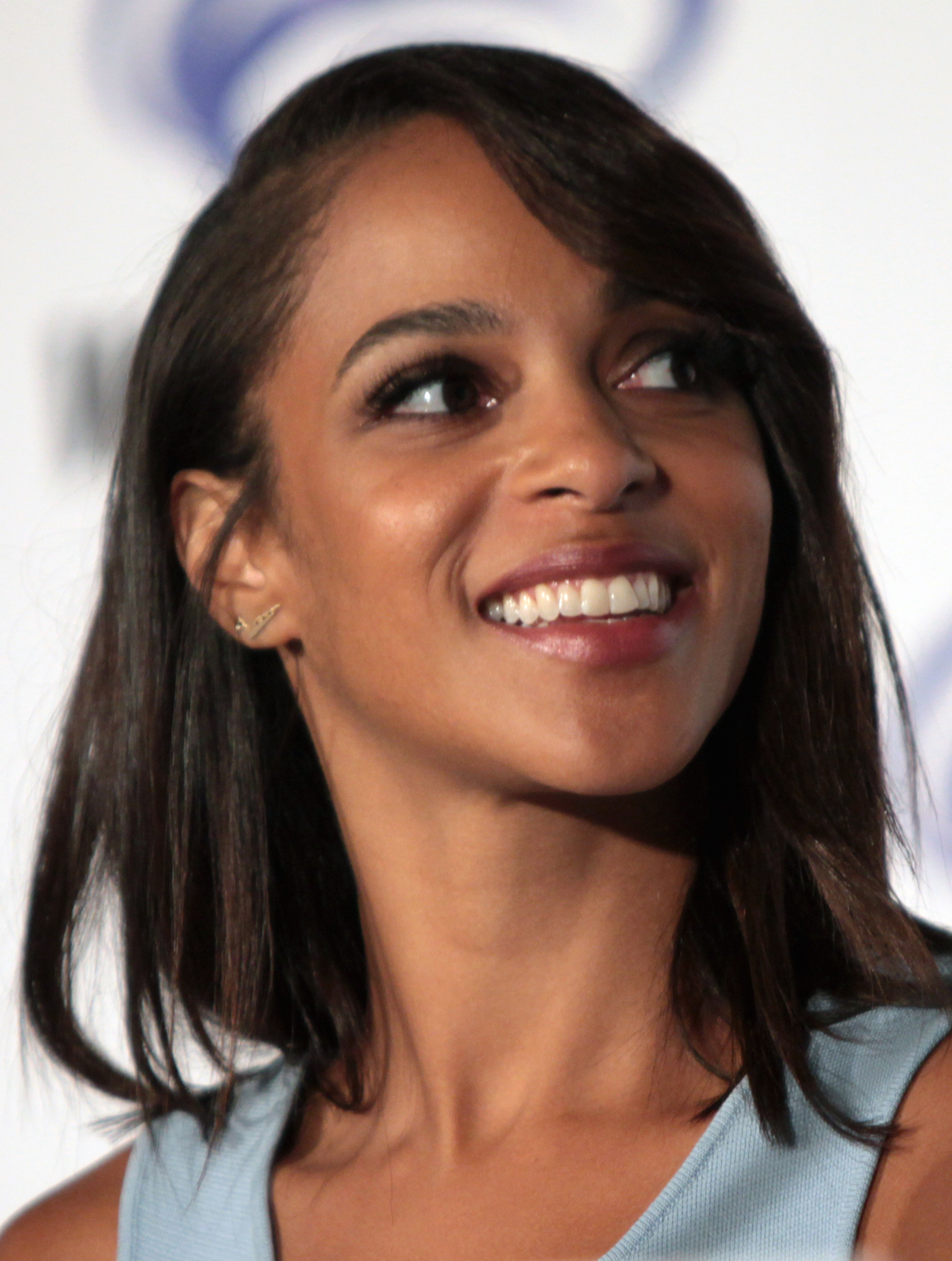
Megalyn Echikunwoke interpreta Simone Baptiste
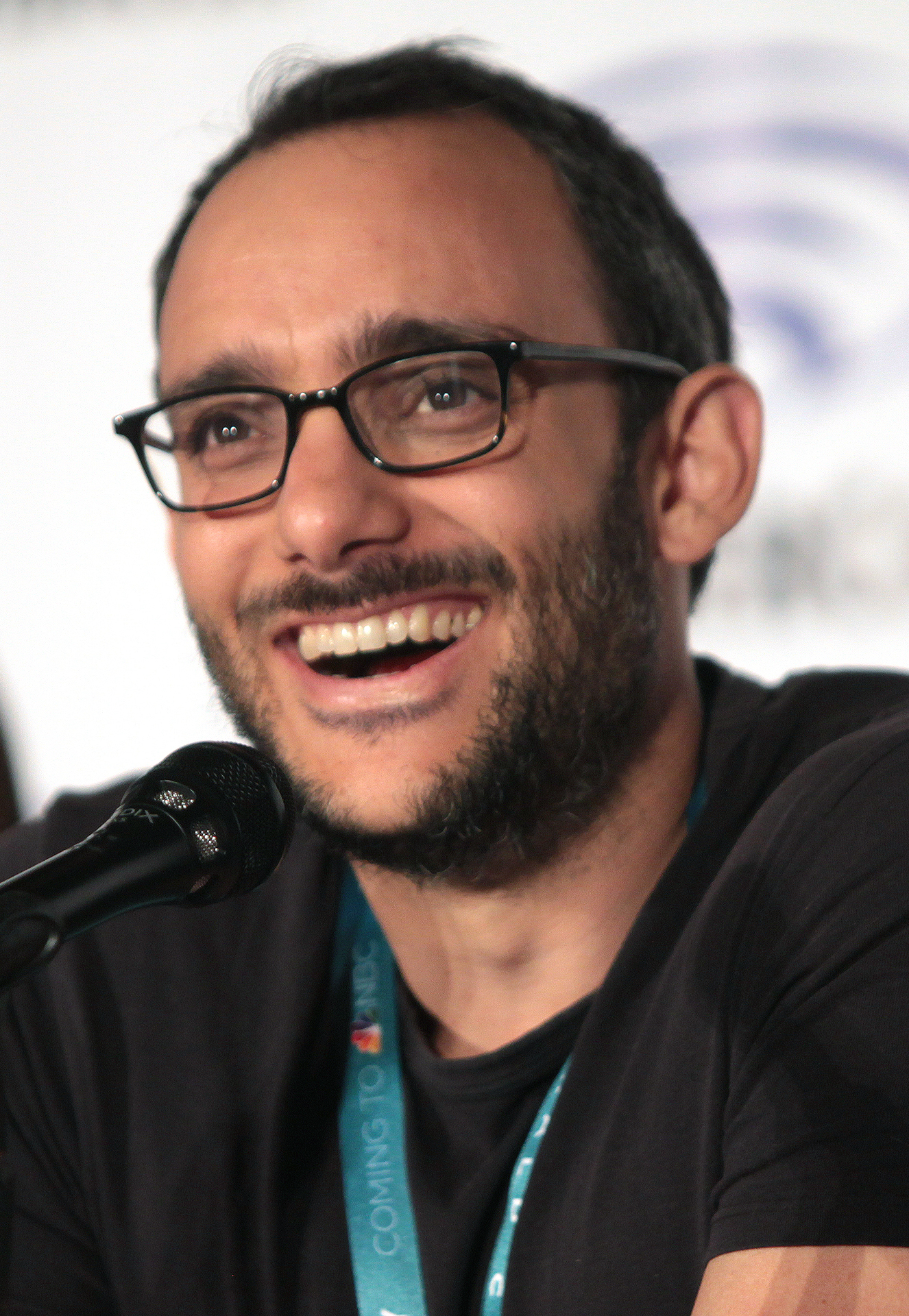
Omid Abtahi interpreta Amani Golkar
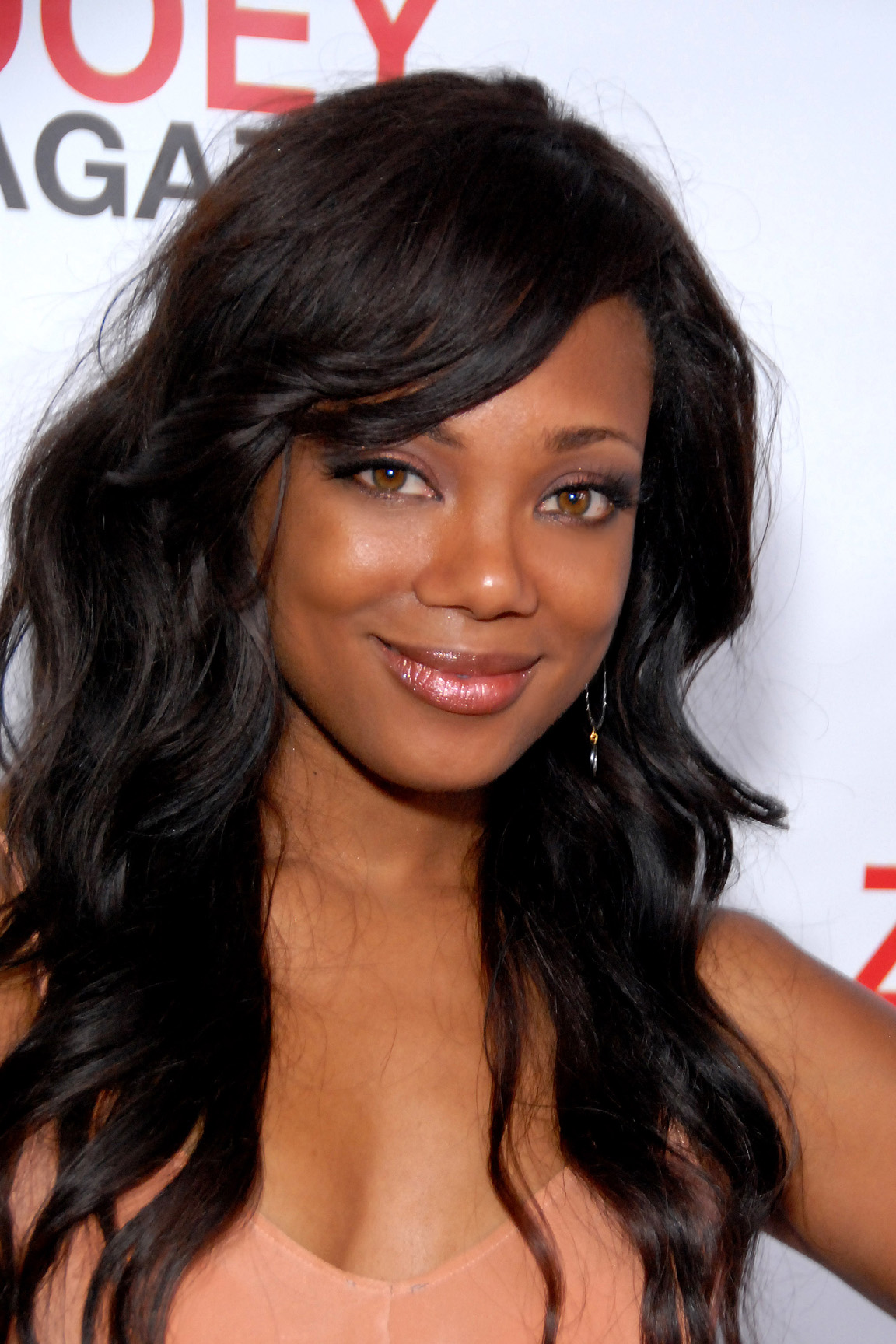
Tiffany Hines interpreta Kelly Baptiste
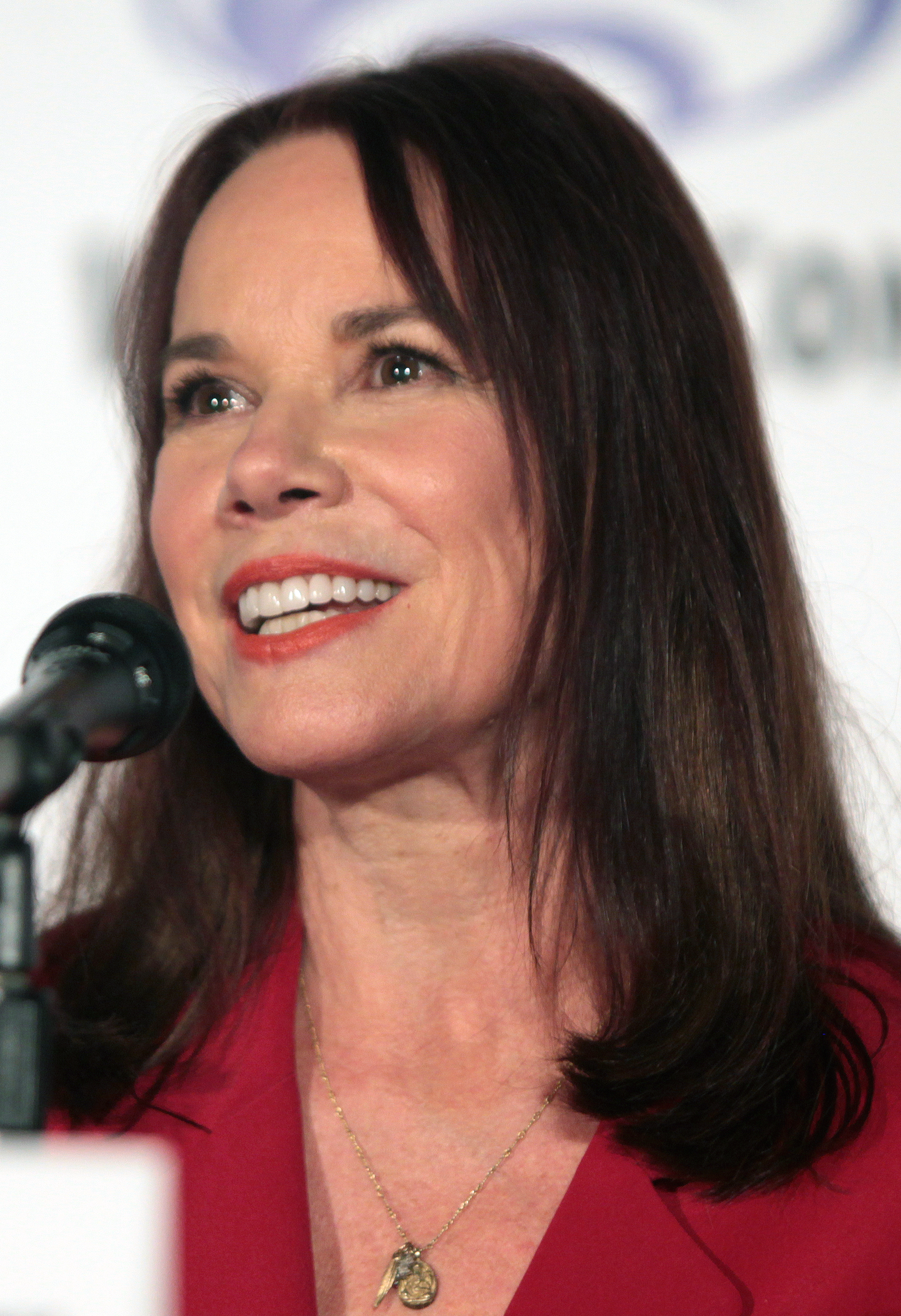
Barbara Hershey interpreta Ann Rutledge

### Ricorrenti
- John Lyons, interpretato da Scott Wilson
- L'uomo con la tonaca, interpretato da Gerry Pearson
- Jacob Shay, interpretato da Brody Bover
- Veronica Selvaggio, interpretata da Melanie Scrofano
- Paula Sciarra, interpretata da Sandrine Holt

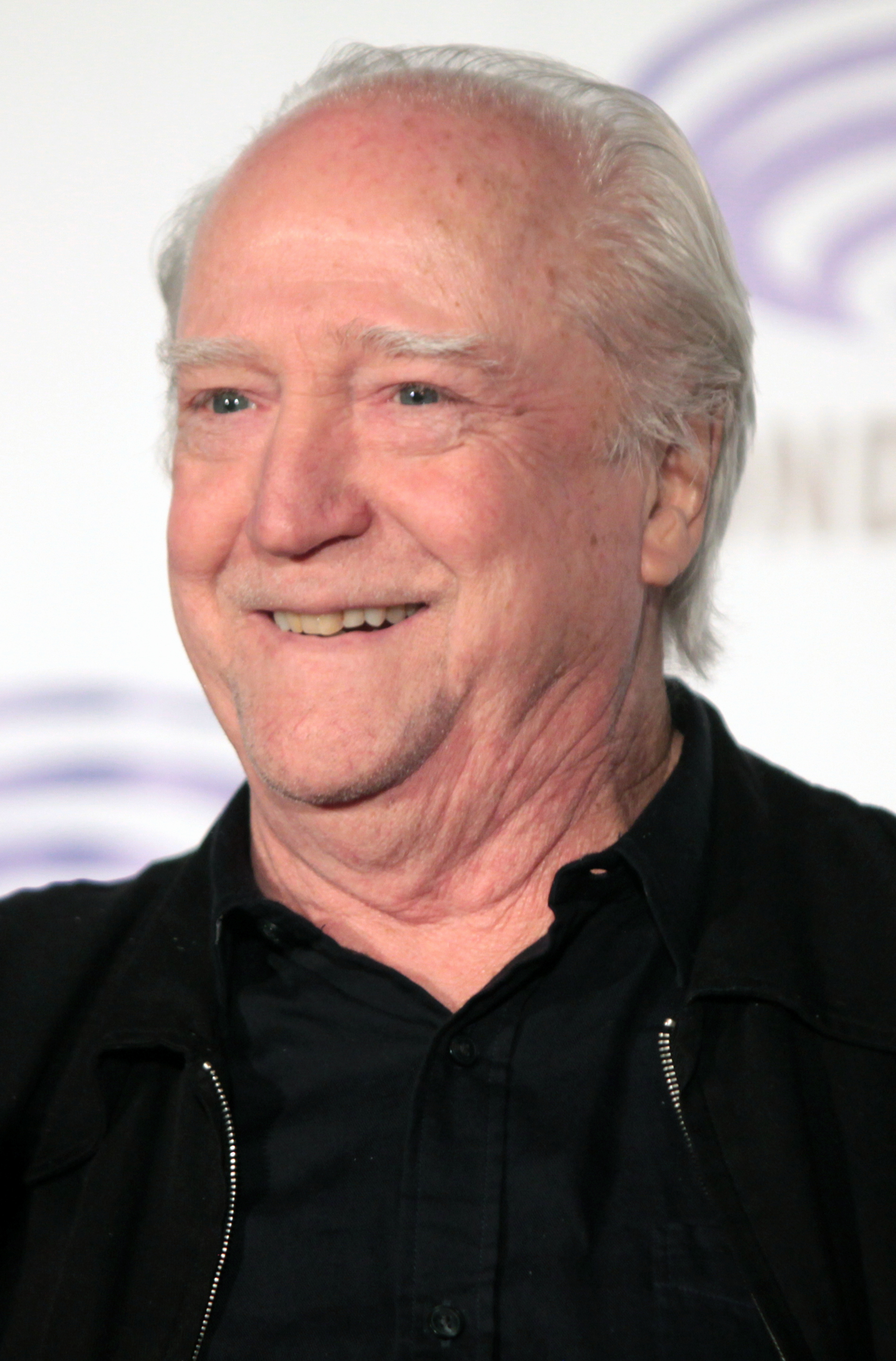
Scott Wilson interpreta John Lyons

## Episodi
| Stagione       | Episodi | Prima TV originale | Prima TV Italia |
| -------------- | ------- | ------------------ | --------------- |
| Prima stagione | 10      | 2016               | -               |

## Produzione
Inizialmente la serie era stata ordinata il 25 agosto 2014 per il network Lifetime, poi passata su A&E Network. L'episodio pilota è diretto da Shekhar Kapur.